# Рівнегаз
АТ «Рівнега́з» — акціонерне товариство зі штаб-квартирою в місті Рівному, яке займається розподіленням, транспортуванням та постачанням газу у Рівненській області.

## Історія
У 1961 році створено обласну контору «Ровноміськгаз». У 1966 році створені експлуатаційно-виробничі контори «Дубногаз», «Здолбунівгаз», «Сарнигаз». 1971 року «Ровноміськгаз» реорганізовано у «Ровенське обласне виробниче управління по експлуатації газового господарства». Розрізнені районні контори газового господарства підпорядковані новій обласній структурі. У 1975 році створено виробниче об'єднання газового господарства «Ровногаз». У 1992 році Рівненське виробниче об'єднання газового господарства «Ровногаз» реорганізовано в обласне ДП по газопостачанню та газифікації «Рівнегаз». 1995 року ДП «Рівнегаз» реорганізовано у ВАТ «Рівнегаз». У 2010 році ВАТ «Рівнегаз» перетворено у ПАТ «Рівнегаз».
До листопада 2023 року АТ «Рівнегаз» належав ПрАТ «Газтек», фактичним власником підприємства був Дмитро Фірташ.
27 листопада 2023 року, згідно повідомлення групи НАК «Нафтогаз України», оператор газорозподільної системи АТ «Рівнегаз» перейшов під контроль держави. АТ «Рівнегаз» став двадцятим газорозподільчим підприємством, що інтегроване від початку року до групи компаній НАК «Нафтогаз України».

## Структура
- ГУ ПАТ «Рівнегаз»;
- Клеванська газова дільниця;
- Березнівське відділення;
- Гощанське відділення;
- Корецька газова дільниця;
- Дубенське відділення;
- Здолбунівське відділення;
- Острозька газова дільниця;
- Костопільське відділення;
- Млинівське відділення;
- Демидівська газова дільниця;
- Радивилівське відділення;
- Сарненське відділення[6].

## Керівники
- Олександр Федорчук (1961-1962)
- Леонід Дуднік (1962-1970)
- Ананій Зверук (1970-1993)
- Іван Назарук (1993-1999)
- Петро Дубас (1999-2021)[7]